# Ось і наречений
Ось і наречений — філіпінська комедія 2023 року. У головних ролях виступили Енчонг Ді, Маріс Ракал, Кімпі Де Леон і Юджин Домінго. Сценаристом і режисером фільму є Кріс Мартінес, а виробництвом займаються Quantum Films, Cineko Productions і Brightlight Productions.
Фільм є однією з офіційних заявок на Літній кінофестиваль Metro Manila Summer Film Festival 2023 року і вийшов на екрани 8 квітня 2023 року. Фільм є самостійним продовженням фільму «Ось і наречена», випущеного в 2010 році, сценаристом і режисером якого також є Мартінес. Як і в попередній стрічці, у фільмі відбувається обмін тілами між кількома людьми.

## Сюжет
Родріґо-старший, його дружина Сальве, їхні діти Родріґо-молодший (Джуніор) і Блесінда є побожною римо-католицькою сім'єю, яка відвідує свою парафіяльну церкву. Джуніор готується до весілля зі своєю нареченою Юмі. По дорозі на святкування вони зустрічають групу дрег-квін, які прямують на конкурс краси. Родріго відпускає гомофобні образи на адресу групи, що складається з мами Венді та її підопічних Ванди, Вільгельміни, Вайнони та їхнього тренера Вітні. Продовжуючи свою подорож, Родріго та його сім'я перетинають Магнітний пагорб, оскільки має відбутися сонячне затемнення. Вони зустрічають машину мами Венді, яка виходить з-під контролю і зіштовхується лоб в лоб з машиною Родріґо.
Після одужання Родріго прокидається в тілі Ванди і лає геїв навколо, а Ванда прокидається в тілі Родріґо. Родріго намагається втекти, але його блокує мама Венді, думаючи, що вона просто репетирує. Блезільда, яка тепер перебуває в тілі Вітні, молить Бога про прощення, думаючи, що вони з батьком померли і відродилися геями як божественна кара. Ванда відчайдушно намагається уникати залицянь Сальве, впадаючи у відчай від того, що перебуває у старечому тілі. Вітні, тепер у тілі Блезільди, спочатку в екстазі, демонструє Сальве свою дику сторону і зближується з ним, але згодом скаржиться на дисменорею. Джуніор, тепер у тілі Вільгельміни, тікає і перемагає п'яниць-трансфобів на шляху до місця проведення весілля, але не може увійти, незважаючи на те, що стверджує, що він наречений. Вільгельміна, тепер у тілі Джуніора, розчарована його зовнішністю і відчайдушно намагається уникнути сексуальних домагань несвідомої Юмі. Вільгельміна закохується в Шона, найкращого друга Джуніора і боярина на весіллі, і йде з ним купатися, а той, не підозрюючи про те, що сталося, освідчується Джуніору в своїх почуттях.
За допомогою двоюрідної сестри Сальве, голови барангаю Джой, яка спочатку запросила геїв на конкурс і швидко здогадалася, що сталося, Родріґо, Блесільда і Мама Венді вирушають на курорт, щоб знайти Сальве, Ванду і Вільгельміну/молодшу. Дорогою Блесільда і Родріго зустрічають Сальве, а в торговому центрі стикаються з Вітні, яка захищається, але їх зупиняють мама Венді і Джой, які пояснюють їй все і розповідають, що Вітні — сирота, яка хотіла відчути, що таке мати сім'ю. Джуніору вдається потрапити на курорт і зіткнутися з Шоном, який збирається поцілувати Вільгельміну, коли приходять Сальве і Джой. Родріго бачить Ванду на вечірці, нафарбовану і веселу, і починає гомофобську тираду. Розлючена Мама Венді та її група готуються вирушати на конкурс краси, але Джуніор, оговтавшись від нещодавньої бійки з трансфобами, лає батька за фанатизм і благає геїв залишитися і допомогти йому врятувати весілля, поки вони шукають вихід із ситуації. Зворушена мама Венді погоджується, але за умови, що сім'я виступить від їхнього імені на конкурсі, який виграє Вайнон. Родріго та його родина допомагають Вільгельміні на весіллі Джуніора. Джуніор, який дізнається від Вільгельміни про справжні почуття Шона, приймає його особистість, але наполягає на тому, що кохає Юмі, каже, що хоче й надалі дружити з ним, і обіцяє допомогти йому знайти хлопця.
У першу шлюбну ніч Юмі намагається укласти шлюб з тілом Джуніора, але її зупиняє Джуніор, який пояснює, що сталося. Юмі впізнає Джуніора, адже він був з нею в одному тілі, і приймає його, незважаючи на те, що він перебуває в іншому тілі. Мама Венді звертається по допомогу до Куя Кіма, іншого гостя курорту, щоб повернути все на круги своя. Куя Кім пояснює, що вони стали жертвами обміну душами, який стався під час сонячного затемнення на Магнітному пагорбі, яке відбулося раніше 13 років тому, і єдиний спосіб повернути їхні душі — відтворити аварію на Магнітному пагорбі під час наступного сонячного затемнення. затемнення, яке заплановано через сім років.
Родріго, Сальве, Джуніор, Блесільда, Мама Венді, Ванда, Вітні та Вільгельміна переїжджають разом у будинок Родріго та сім років чекають затемнення, після чого вони відтворюють аварію та повертаються до нормального життя. Фільм закінчується тим, що родина Родріґо, яка тепер приймає, співає караоке з геями, а все ще нудотна Блесільда намагається шалено танцювати.

## Акторський склад
- Енчонґ Ді — Родріґо-молодший (Джуніор)
- Кімпі Де Леон — брат Родріґо-старшого
- Маріс Ракаль — Блесільда
- Аура Брігела — Вітні
- Гледіс Рейес — Сальве
- Юджин Домінго — Джой Гізінг
- Майлз Окампо — Юмі
- Тоні Лабруска — Шон
- Ксілуете — Ванда
- КаладКарен — Вільгельміна
- Ніко Антоніо — Вайнона
- Айя Міна — мама Венді
- Фіно Еррера — Аксель
- Кім Атіенза грає сам себе

## Виробництво
Через успіх фільму «Ось і наречена» у 2010 році сценарист і режисер фільму вирішили зняти продовження та в середині 2022 року розробили концепцію цього фільму. Сценарій був поданий до Управління розвитку Metro Manila у січні 2023 року та був нарешті оголошений одним із записів для першого літнього випуску Metro Manila Film Festival 24 лютого 2023 року.
Як і у фільмі 2010 року, картина «Ось і наречений» також показує зміну тіл, спричинену дорожньо-транспортною пригодою, яка взаємодіє з таємничим магнітним полем під час сонячного затемнення, хоча й з іншим акторським складом.

## Маркетинг
Перший трейлер фільму вийшов 3 березня 2023 року.

## Саундтрек
Головна пісня фільму — Amakabogera, яку виконує Меймей Антрата.

## Поширення
Прем'єра фільму «Ось і наречений» відбулася в кінотеатрах на Філіппінах як одна з восьми офіційних заявок на Літній кінофестиваль Metro Manila 2023, який розпочався 8 квітня 2023 року. Кошти, отримані від показу фільму в рамках кінофестивалю, підуть різним бенефіціарам у кіноіндустрії, зокрема Фонду добробуту кінопрацівників, Раді з питань кіно та боротьби з піратством у кіно, Раді розвитку кіно на Філіппінах, Огляду кіно та телебачення та Класифікаційна дошка та дошка оптичних носіїв. 20 липня 2023 року Amazon Prime Video виклав фільм для трансляції.

## Нагороди
| Нагорода                               | Дата церемонії      | Категорія                   | Одержувач(і)    | Результат        | Прим. |
| -------------------------------------- | ------------------- | --------------------------- | --------------- | ---------------- | ----- |
| 2023 Літній кінофестиваль Metro Manila | 11 квітня 2023 року | Кращий фільм                | Ось і наречений | 3rd Best Picture | [ 8 ] |
| 2023 Літній кінофестиваль Metro Manila | 11 квітня 2023 року | Кращий режисер              | Кріс Мартінес   | Номінація        | [ 8 ] |
| 2023 Літній кінофестиваль Metro Manila | 11 квітня 2023 року | Кращий актор                | Енчонг Ді       | Номінація        | [ 8 ] |
| 2023 Літній кінофестиваль Metro Manila | 11 квітня 2023 року | Кращий актор другого плану  | Кімпі де Леон   | Перемога         | [ 8 ] |
| 2023 Літній кінофестиваль Metro Manila | 11 квітня 2023 року | Кращий актор другого плану  | Ніко Антоніо    | Номінація        | [ 8 ] |
| 2023 Літній кінофестиваль Metro Manila | 11 квітня 2023 року | Кращий актор другого плану  | Ксілуете        | Номінація        | [ 8 ] |
| 2023 Літній кінофестиваль Metro Manila | 11 квітня 2023 року | Краща актриса другого плану | КаладКарен      | Перемога         | [ 8 ] |
| 2023 Літній кінофестиваль Metro Manila | 11 квітня 2023 року | Кращий сценарій             | Ось і наречений | Номінація        | [ 8 ] |
| 2023 Літній кінофестиваль Metro Manila | 11 квітня 2023 року | Кращий постановочний дизайн | Ось і наречений | Номінація        | [ 8 ] |
| 2023 Літній кінофестиваль Metro Manila | 11 квітня 2023 року | Кращий монтаж               | Ось і наречений | Номінація        | [ 8 ] |
| 2023 Літній кінофестиваль Metro Manila | 11 квітня 2023 року | Кращий звук                 | Ось і наречений | Номінація        | [ 8 ] |
| 2023 Літній кінофестиваль Metro Manila | 11 квітня 2023 року | Кращий ролик                | Ось і наречений | Номінація        | [ 8 ] |
| 2023 Літній кінофестиваль Metro Manila | 11 квітня 2023 року | Спеціальний приз журі       | Ось і наречений | Перемога         | [ 8 ] |